# Страшовиці
Страшовиці (пол. Straszowice) — село в Польщі, у гміні Волув Воловського повіту Нижньосілезького воєводства.
Населення — 86 осіб (2011).
У 1975-1998 роках село належало до Вроцлавського воєводства.

## Демографія
Демографічна структура станом на 31 березня 2011 року:
|          | Загалом | Допрацездатний вік | Працездатний вік | Постпрацездатний вік |
| -------- | ------- | ------------------ | ---------------- | -------------------- |
| Чоловіки | 48      | 7                  | 37               | 4                    |
| Жінки    | 38      | 6                  | 26               | 6                    |
| Разом    | 86      | 13                 | 63               | 10                   |